# Пираты Тихого океана
«Пираты Тихого океана» (фр. Deux ans de vacances нем. Zwei Jahre Ferien) — двухсерийный приключенческий художественный фильм по мотивам романа Жюля Верна «Два года каникул», экранизация 1974 года. Это кинотеатральная версия телесериала в шести эпизодах «Два года каникул» («Двухлетние каникулы»)

## Другие названия фильма
- «Deux ans de vacances» (Франция)
- «Doi ani de vacanta» (Румыния)
- ГДР «Piraten des Pazifik» (ГДР)
- «Twee jaar vakantie» (Нидерланды)
- «Zwei Jahre Ferien» (ФРГ)
- «Пираты Тихого океана» (СССР)

## Сюжет
Судно «Слоуги», принадлежащее лорду Бьюкенену, отправляется в кругосветное путешествие. Племянника лорда Донифана с приятелями взяли на судно в качестве помощников. 
Бутылка с запиской, координаты маленького острова, пустынный берег, двое моряков, умирающих от голода… Именно они (моряки) и оказываются пиратами, которые с помощью товарищей решили содрать выкуп с богатых родителей героев этого фильма.

## В ролях
- Марк Ди Наполи / Marc Di Napoli — Донифан
- Михай Берекет / Michael Berechet — капитан Хулл
- Константин Бэлтэрэцу / Constantin Baltaretu — О’Брайен
- Константин Диплан / Constantin Diplan — Том
- Вернер Похард / Werner Pochath — Форбс
- Райнер Бозедов / Rainer Basedow — Пайк
- Аурел Джурумия / Aurel Giurumia — кок
- Доминик Планше / Dominique Planchot — Гордон
- Дан Наста
- Нику Пэунеску
- Кристиан Сопрон / Cristian Sofron — слуга
- Константин Бэрбулеску / Constantin Barbulescu — лорд Бьюкенен
  - Не указаны в советских титрах:
- Франц Зайденшван / Franz Seidenschwan — Дик Сэнд
- Дидье Гудрон — Бриан
- Константин Неделку — Джимми
- Хория Павел / Horia Pavel — Моррис
- Стефан Кристи / Stefan Cristea — Генри
- Богдан Унтару / Bogdan Untaru — Бен
- Ханс Краус / Hans Kraus — капитан Экерби
- Мариус Пепино / Marius Pepino — Фостер
- Анджела Чиуару / Angela Chiuaru — мадам Велдон

## Съёмочная группа
- Автор сценария: Claude Desailly, Walter Ulbrich в советских титрах — Франчиск Мунтяну
- Режиссёр: Жиль Гранжье (Gilles Grangier) в советских титрах — Николае Коржос
- Оператор: Александру Давид (Alexandru David)
- Художники:
  - Филип Думитриу (Filip Dumitriu)
  - Николае Теодору
- Композитор: d’Alain LeMeur в советских титрах — Темистокле Попа
  - В советских титрах не указаны:
- Монтаж: Alfred Srp
- Костюмы: Horia Popescu
- Гримёр: Michael Ionescu
  - Продюсеры:
- Georg Glass
- Constantin Toma
- Ассистент режиссёра: Sergiu Nicolaescu

## Роли дублировали
- Б. Шинкарев
- А. Белявский
- В. Баландин
- В. Ферапонтов
- Р. Панков
- В. Прохоров
- Л. Белозорович
- В. Никитин
- С. Житарев
- К. Николаев
- А. Назарова
- Ф. Яворский

Фильм в СССР был приобретён Всесоюзной конторой по прокату кинофильмов «Союзкинопрокат» и дублирован в 1978 году на киностудии им. М.Горького.
- Режиссёр дубляжа: Г. Заргарьян
- Звукооператор: Б. Корешков
- Русский текст: А. Фриденталя
- Редактор: В. Смоктий